# Univerzita v Akureyri

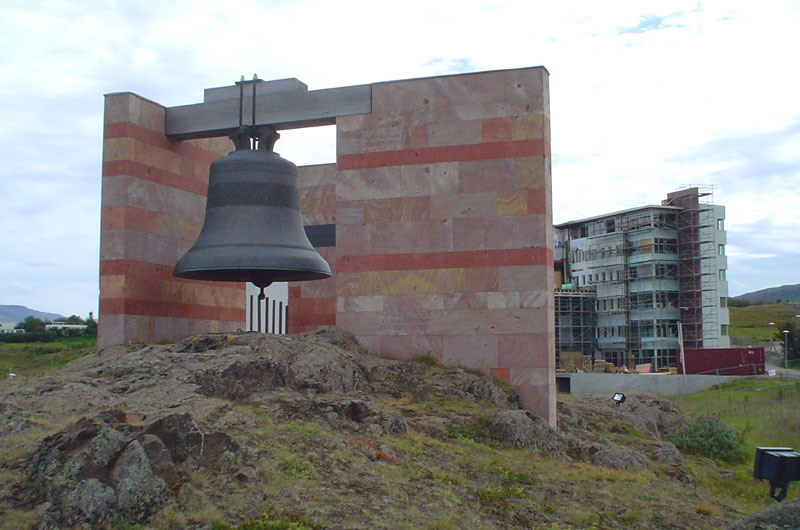
Íslandsklukkan

Univerzita v Akureyri (islandsky: Háskólinn á Akureyri) je univerzita ve městě Akureyri na Islandu. Byla založena 5. září 1987 a v srpnu 2007 ji navštěvovalo okolo 1500 studentů. Rektorem univerzity je Stefán B. Sigurðsson.